# Nederland op het Eurovisiesongfestival 2020
Nederland zou deelnemen aan het Eurovisiesongfestival 2020. Het festival zou gehouden worden in eigen land, in Rotterdam. Het zou de 61ste deelname van het land aan het Eurovisiesongfestival geweest zijn. AVROTROS was verantwoordelijk voor de Nederlandse inzending.

## Selectieprocedure
De Nederlandse bijdrage voor het Eurovisiesongfestival 2020 werd intern geselecteerd. Op 10 januari 2020 werd duidelijk dat de keuze was gevallen op Jeangu Macrooy. Zijn bijdrage, Grow, werd op 4 maart 2020 voorgesteld aan het grote publiek.

## In Rotterdam
Als gastland mocht Nederland automatisch aantreden in de finale, op zaterdag 16 mei 2020. Daarin zou Nederland als 23ste van 26 landen aantreden. Het festival werd evenwel geannuleerd vanwege de COVID-19-pandemie. Nederland kreeg wel het recht om het Eurovisiesongfestival 2021 te organiseren.
1956 · 1957 · 1958 · 1959 · 1960 · 1961 · 1962 · 1963 · 1964 · 1965 · 1966 · 1967 · 1968 · 1969 · 1970 · 1971 · 1972 · 1973 · 1974 · 1975 · 1976 · 1977 · 1978 · 1979 · 1980 · 1981 · 1982 · 1983 · 1984 · 1985 · 1986 · 1987 · 1988 · 1989 · 1990 · 1991 · 1992 · 1993 · 1994 · 1995 · 1996 · 1997 · 1998 · 1999 · 2000 · 2001 · 2002 · 2003 · 2004 · 2005 · 2006 · 2007 · 2008 · 2009 · 2010 · 2011 · 2012 · 2013 · 2014 · 2015 · 2016 · 2017 · 2018 · 2019 · 2020 · 2021 · 2022 · 2023 · 2024 · 2025
Albanië · Armenië · Australië · Azerbeidzjan · België · Bulgarije · Cyprus · Denemarken · Duitsland · Estland · Finland · Frankrijk · Georgië · Griekenland · Ierland · IJsland · Israël · Italië · Kroatië · Letland · Litouwen · Malta · Moldavië · Nederland · Noord-Macedonië · Noorwegen · Oekraïne · Oostenrijk · Polen · Portugal · Roemenië · Rusland · San Marino · Servië · Slovenië · Spanje · Tsjechië · Verenigd Koninkrijk · Wit-Rusland · Zweden · Zwitserland